# Leonid Sarafanov
Pour les articles homonymes, voir Sarafanov.
Leonid Dmitrievitch Sarafanov (en russe : Леонид Дмитриевич Сарафанов), né le 28 juin 1982 à Kiev, est un danseur principal du théâtre Mikhailovsky de Saint-Pétersbourg.

## Biographie
Commençant la danse dans sa ville natale, Leonid Sarafanov intègre le Ballet national d'Ukraine de Kiev comme élève puis en tant que soliste en 2000. Deux ans plus tard, il rejoint le Théâtre Mariinsky de Saint-Pétersbourg et en devient danseur principal (équivalent d'étoile à l'Opéra de Paris[Selon qui ?]). Il interprète les grands rôles classiques, comme Albrecht dans Giselle, Siegfried dans Le Lac des cygnes, Solor dans La Bayadère, le Prince dans Casse-noisette, Désiré dans La Belle au bois dormant, Basile dans Don Quichotte, James dans La Sylphide, etc.
Leonid Sarafanov est apprécié du public par le raffinement de son style, la hauteur de ses sauts, la finesse de ses attitudes. Sa plastique élégante et son physique mince et cambré ont également leurs adeptes. Il est connu aussi d'un large public d'amateurs par la diffusion de plusieurs DVD internationaux[pas clair] ; le dernier en date est une captation du Don Quichotte d'Alexandre Gorski, dont il tient le premier rôle aux côtés de sa compagne Olesia Novikova.
Souvent distribué en partenariat avec Alina Somova, elle aussi danseuse étoile du Mariinsky, il retrouve régulièrement des danseuses comme Natalia Ossipova à l'occasion de représentations ponctuelles. Talent reconnu du Théâtre Mariinsky, il participe à la quasi-totalité des tournées internationales, que ce soit aux États-Unis, en Chine ou au Royaume-Uni. Il est également invité sur des scènes étrangères, et fait ainsi ses débuts dans La Sylphide à la Scala de Milan aux côtés de l'étoile française Aurélie Dupont, en 2006.
En janvier 2011, il rejoint l'effectif du Théâtre Mikhaïlovsky en tant que principal. 
Leonid Sarafanov et Olesia Novikova sont les parents d'un garçon né en septembre 2009.

## Récompenses
- 2000 : Premier prix au concours international Rudolf Noureev de Sofia (Bulgarie)
- 2000 : Prix international de Paris
- 2001 : Premier prix au concours international de la danse de Moscou
- 2004 : Premier prix au concours international de Séoul
- 2006 : Prix Benois de la danse à Moscou pour son interprétation du prince Albrecht dans Giselle
- 2011 : Masque d'or pour Quatro

## Répertoire
- La Sylphide : James
- Le Corsaire : Ali, Lanquedem
- La Bayadère : Solor
- Ondine : Matteo
- La Belle au bois dormant : Prince Désiré
- Le Lac des cygnes : Siegfried
- Roméo et Juliette : Roméo, Mercutio
- Joyaux : Rubis
- Casse-noisette : le Prince
- Giselle : Albrecht

## Filmographie
- Casse-noisette, avec Irina Golub et les danseurs du Théâtre Mariinsky
- Don Quichotte, avec Olesia Novikova, Evguenia Obraztsova, Alina Somova et les danseurs du Théâtre Mariinsky
- (à venir) Hommage à Marius Petipa, avec Viktoria Terechkina, Alina Somova, Danila Korsountsev et les danseurs du Théâtre Mariinsky